# Martin Procházka
Martin Procházka (ur. 3 marca 1971 w Slaným) – czeski hokeista. Były reprezentant Czech, olimpijczyk.

## Kariera
- HC Kladno (1989-1991)

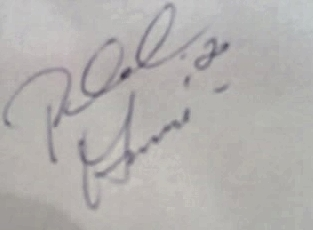
Autograf Martina Procházki

- HC Dukla Jihlava (1991-1992)
- HC Kladno (1992-1996)
- AIK (1996-1997)
- Toronto Maple Leafs (1997-1998)
- HC Vsetín (1998-2000)
  -  Atlanta Thrashers (1999)
- HC Vítkovice (2000-2001)
- Awangard Omsk (2001-2003)
- Chimik Woskriesiensk (2003)
- HC Kladno (2003-2010)
- EV Regensburg (2011-2012)

Wychowanek i wieloletni zawodnik HC Kladno. Jego ostatnim klubem był niemiecki Regensburg, do którego trafił w 2010.
W reprezentacji i kilku klubach jego partnerem w ataku był Pavel Patera. Ponadto w drużynie Kladna ich dwójkę uzupełniał Otakar Vejvoda, wraz z którym tworzyli tzw. „niebieski atak”.
Uczestniczył w turniejach mistrzostw świata w 1995, 1996, 1997, 1998, 1999, 2000, 2001, 2002, Pucharu Świata 1996 oraz na zimowych igrzyskach olimpijskich 1998.

## Sukcesy i wyróżnienia
Reprezentacyjne
- Brązowy medal mistrzostw Europy juniorów do lat 18: 1990
- Brązowy medal mistrzostw świata juniorów do lat 20: 1990, 1991
- Złoty medal mistrzostw świata: 1996, 1999, 2000, 2001
- Brązowy medal mistrzostw świata: 1997, 1998
- Złoty medal zimowych igrzysk olimpijskich: 1998

Klubowe
- Brązowy medal mistrzostw Czech: 1994 z HC Kladno, 2001 z HC Vítkovice
- Srebrny medal mistrzostw Czech: 2000 z HC Vsetín

Indywidualne
- Ekstraliga czeska 1994/1995:
  - Najlepszy zawodnik sezonu
- Mistrzostwa świata 1997:
  - Skład gwiazd turnieju
- Ekstraliga czeska 1998/1999:
  - Najbardziej Wartościowy Zawodnik (MVP) w fazie play-off
- Mistrzostwa świata 2000:
  - Najbardziej Wartościowy Zawodnik (MVP) turnieju
- Superliga rosyjska w hokeju na lodzie (2002/2003):
  - Nagroda Najlepsza Trójka dla tercetu najskuteczniejszych strzelców ligi (oraz Tomáš Vlasák i Pavel Patera) - łącznie 46 goli
- Ekstraliga czeska 2000/2001 i 2004/2005:
  - Nagroda dla zawodnika grającego w najbardziej sportowy sposób

Rekordy
- Pierwsze miejsce w klasyfikacji liczby zdobytych goli w reprezentacji Czech: 61

Wyróżnienia
- Galeria Sławy czeskiego hokeja na lodzie: 2008